# Kapp Heights
Kapp Heights es un lugar designado por el censo ubicado en el condado de Northumberland en el estado estadounidense de Pensilvania. En el Censo de 2010 tenía una población de 863 habitantes y una densidad poblacional de 1.532,13 personas por km².

## Geografía
Kapp Heights se encuentra ubicado en las coordenadas 40°53′58″N 76°48′32″O / 40.89944, -76.80889. Según la Oficina del Censo de los Estados Unidos, Kapp Heights tiene una superficie total de 0.91 km², de la cual 0.91 km² corresponden a tierra firme y (0%) 0 km² es agua.

## Demografía
Según el censo de 2010, había 863 personas residiendo en Kapp Heights. La densidad de población era de 1.532,13 hab./km². De los 863 habitantes, Kapp Heights estaba compuesto por el 93.63% blancos, el 2.78% eran afroamericanos, el 0.23% eran amerindios, el 0.7% eran asiáticos, el 0% eran isleños del Pacífico, el 1.04% eran de otras razas y el 1.62% pertenecían a dos o más razas. Del total de la población el 1.85% eran hispanos o latinos de cualquier raza.